# Iljas Tauben
Iljas Tauben ist eine erstmals 1962 veröffentlichte Erzählung von Hans Bender.

## Inhalt
Der Erzähler ist Adjutant eines Leutnants der Wehrmacht während des Deutsch-Sowjetischen Krieges. Aufgrund der Kämpfe um Sewastopol werden sie in eine ländliche Region versetzt. Der Offizier möchte in einem bestimmten Bauernhaus kampieren, weil er auf dem Grundstück Tauben, seine Leibspeise, erblickt. Die Hausbesitzerin und ihre beiden Kinder akzeptieren notgedrungen die feindlichen Soldaten, verweigern ihnen jedoch die Tiere, da diese Ilja, dem ältesten Sohn, gehören. Dieser befindet sich zum Zeitpunkt der Handlung in Kriegsgefangenschaft. Der Leutnant verspricht, seine Freilassung zu erwirken, die Mutter soll unterdessen die Tauben schlachten und braten. Die Deutschen fahren zum Lager, wo der Offizier mit dem dortigen Kommandeur ein Trinkgelage veranstaltet, während sein Adjutant bei den Wachen vergeblich um Iljas Entlassung ersucht. Der Leutnant befiehlt daraufhin, ohne den Gefangenen zum Bauernhaus zurückzukehren. Die Mutter hat hingegen ihr Versprechen eingelöst und ist untröstlich, ihren Sohn nicht wieder zu sehen.
Am nächsten Tag fahren die Deutschen weiter, der Leutnant wird aber auf dem Weg an einer unübersichtlichen Stelle erschossen. Im letzten Satz erwähnt der Erzähler, dass Partisanen dafür verantwortlich gemacht werden.

## Veröffentlichungen und Rezeption
Das Werk war Teil des Bandes Mit dem Postschiff, der erstmals 1962 vom Carl Hanser Verlag veröffentlicht wurde. Volk und Welt gab die Geschichte im Rahmen der Reihe Erkundungen auch in der DDR heraus.
Das Werk gehört zur Unterrichtsliteratur.